# Koubia
Koubia est une ville de Guinée, chef-lieu de la préfecture homonyme.

## Population
À partir d'une extrapolation du recensement de 2014 (RGPH3), la population de Koubia Centre a été estimée à 23 410 personnes en 2016.

## Une origine perdue dans la légende

### Étymologie
Koubia est la juxtaposition de deux mots :
- un nom : Koubi, venant du nom d’un roi djalonké, Manga Koubi
- une injonction : ya, partir en peulh),

Le nom de la ville signifie ainsi Koubi, va-t'en.

## Contexte Historique
Selon la tradition orale, Koubia tout comme l’ensemble du Fouta aurait été occupé à l’origine par les Bagas dont on rencontre certains foyers de nos jours à Bakaya (Commune Urbaine), Kinsi, Dinghèta, Songhessa et Bagata (Commune Rurale de Pilimini). Ces populations avaient une structure sociale simple elles pratiquaient l’artisanat, l’agriculture, la chasse et la cueillette. Elles étaient attachées à leurs traditions et aimaient les danses. Profondément animistes, elles auraient été soumises, absorbées ou expulsées par une poussée de mandingues et de peuples mieux organisés qui s’y sont fixés : les Djallonkés. Les Djallonkés se retrouvent de nos jours à Saré Kindya, Hérico, Koulaya et Kimbéli. Essentiellement agriculteurs et chasseurs, c’étaient des courageux, endurants et de surcroit artistes de talent. Aujourd’hui encore, ils demeurent des exemples vivants dans le travail productif.

## Nom de la Ville
Le chef-lieu de la Préfecture porte le nom de son fondateur Koubi. En effet après la victoire de Talansan et la naissance de la confédération Peulh du Fouta Djallon, son partage en Diwés, les Kaldouyankés alors maîtres du Labé vont continuer les guerres saintes contre les îlots djallonkés restants. Ne voulant embrasser la Religion musulmane et fortement attachés à leurs traditions, les djallonkés progressèrent vers le Nord-Est. Ils fondèrent le village de Dukku (Nila) dans l’ancienne sous province de Horè Dimma. De là se détacha un père de famille du nom Mangué Kindya qui viendra fonder l’actuel district de Sarè Kindya. Plus tard son fils aîné Foro Koubi en compagnie de sa mère N’Ga Koubi viendront s’installer au pied du mont Totia, hameau qu’ils délaissèrent au profit de l’actuel Koubia. Il faudra attendre l’arrivée de Modi Mamadou Saliou des Kaldouyankés, de la dynastie régnante du Labé, venu en explorateur expansionniste pour voir se replier sur Sarè Kindya son fondateur Foro-Koubi. Quelque temps après N’Ga Koubi rejoindra son fils à Sarè Kindya où elle mourût. Les djallonkés qui ne voulaient pas embrasser la religion musulmane se dirigèrent vers Sangala la citadelle djallonkés d’alors qui avait accueilli ceux chassés de Labé.
La domination s’appuyant sur la force armée et le monopole culturel, les vaincus furent soumis et habitèrent les « Rundé ». Depuis ce jour, l’histoire de Koubia s’est étroitement confondue avec celle de Labé dont elle devienne dépendante. C’est ce qui explique qu’il était le « Hurgo » du Labé, c’est-à-dire une province où tous les futurs chefs du Diwal devaient séjourner pour s’exercer au commandement.

## Succession des autorités
Le premier chef Kaldouyanké de la nouvelle province fut Alpha Saliou. Il sera remplacé sur le trône par son fils Mody Souleymane Limbomko, fondateur de la première mosquée de Koubia centre. Après lui vinrent successivement Alpha Ibrahima, Alpha Yaya (fils de Alpha Ibrahima) et enfin Mody Aguibou (fils de Alpha Yaya).
Après l’arrestation et la déportation Alpha Yaya roi de Labé en 1905 et la destitution de son fils Modi Aguibou, les Français passèrent le pouvoir à la famille des Sélèyankés.
-	Le premier chef fut Modi Mouctar de 1906-1909.
-	Le second son grand frère Alpha Bacar de 1909-1921.
-	Le troisième Alpha Saliou fils de Alpha Bacar de 1921-1936.
Après le décès du dernier chef séléyanké Alpha Saliou le 26 mars 1936, le pouvoir fut passé à Thierno Saïdou Companya de la famille Ndouyèbhè du temps du Commandant Maguet, poste qu’il conserva jusqu’en 1957, date de la suppression de la chefferie traditionnelle par le Parti Démocratique de Guinée. Cette même année l’agglomération de Koubia s’érigeait en poste administratif dont le premier Commandant fût le Camarade Mamadou Tounkara qui y séjourna jusqu’en 1961. Depuis lors l’action omnidirectionnelle du Parti-Etat a ponctué les différentes phases d’évolution socio-politique de la vie de Koubia qui, soustraite à l’exploitation féodale et au carcan colonialiste, devait se développer désormais sans entrave et déboucher sur la décentralisation. C’est alors, le 02 octobre 1978 l’arrondissement devenait Région Administrative avec pour Gouverneur Karamoko Nabé.

### La légende de Mamadou Sanou Diallo
Au début du XVIIe siècle, un peulh venu du nord de la Volta (Burkina Faso) est arrivé à Mamou. C’était un chasseur, armé et effrayant ; sa langue n'était pas le peulh des autochtones. Il se nommait DICKO et l'empéreur du Fouta alors installé dans la capitale, Mamou, accorda l'hospitalité à cet étranger surnommé Dicko Koukou en raison de sa barbe et de sa grande laideur. Une parcelle de terre lui fut attribuée dans le Niagara de Timbo - (brousse de Timbo), dans les abords de la capitale du Fouta Djallon.
Koukou embrassa la religion musulmane et épousa Saynabou Barry, une nièce du roi. La jeune femme était devenue muette et aveugle après avoir, disait-on, rencontré des génies de la forêt.
Dicko Mohamadou Koukou et Saynabou eurent un fils. La mère de l’enfant, avec son handicap, se frappait la poitrine et, heureuse, disait Say Ba. Voulait-elle dire que c’était elle, Saynabou Barry qui était devenu mère ? Toujours est-il que Koukou appela son fils Sayba, fils de Dicko, ancêtre des Dickoyankés.
Une fois parvenu à l'âge d'homme, Sayba Dicko quitta Mamou et se rendit à Korengani, près de la ville de Labé, où il eut un fils, Mamadou Sanou Dickoyanké qui prit définitivement le nom de Diallo.
Ce fils, Mamadou Sanou Diallo, devint un marabout guerrier et s'établit à Sannou. C'est de cette ville qu'il envoya un ultimatum à deux rois Dialonkés, Manga Koubi et Manga Cama, leur intimant de se convertir à l’islam ou bien de quitter la région.
Devant le refus des dialonkés, Mamadou Sanou Diallo leva une forte armée qui chassa ces deux souverains. Après cette victoire, Mamadou Sanou s’installa dans la ville de Manga Koubi, qu’il renomma Koubia, et installa son épouse chez Manga Cama, après avoir renommé la ville Camaya. Le nouveau roi donna toute la partie Nord de Koubia aux Dickoyankés et la partie Sud aux Céléyankés.
Mamadou Sanou Diallo fonda également Safa puis Bamba et finit sa vie à Daguiya.

## Les descendants du fondateur
Youssaou, le fils de Mamadou Sanou Diallo, fit la guerre du Gabou au Sénégal contre Dianké Wally Sané. Il installa sa capitale à Safa YoussaouYa et épousa une fille de Dianké Wally Sané, Zalikatou Sané. Cette dernière est la jeune sœur de Koumantcho Sané, mère de l’empereur du Fouta Djallon, Alpha Yaya Diallo.
Le couple royal eut un fils, Alpha Saliou Koubia qui fonda SaliouYa.
Un autre fils de Youssaou, Alpha Timba, s’opposa aux colons. Il fut arrêté et déporté à l’île de Fotoba, où il meurt en 1935. koubi est djallonké[incompréhensible]

## Koubia aujourd'hui
La ville de Koubia a été rattachée à Labé. Elle devint sous-préfecture, puis préfecture. De nos jours, Koubia est une préfecture de la Moyenne-Guinée.
La lignée des dickoyankés se rencontre en Guinée, au Sénégal, en Guinée Bissau, en Gambie, au Mali, au Burkina, au Niger. Ils sont toujours de nos jours appelés Diallo.

## Personnalités liées à Koubia
- Aminata Pilimini Diallo,  journaliste et militante

- Diariatou Diallo, journaliste et militante, née à Pilimini
- Halima Bah, artiste née à Tambacounda (Sénégal)